# The Wash (canción)
«The Wash» es un sencillo de Dr. Dre y Snoop Dogg de la banda sonora de The Wash. Fue producida por Dr. Dre y DJ Pooh. La canción hace varias referencias a la letra del sencillo de 1993 de Dr. Dre "Nuthin' but a "G" Thang". Se utilizó como música de batéo para el jugador de béisbol de Boston Red Sox Dustin Pedroia.
- Datos: Q7375879